# Club
Un club (pronuncia inglese: /klʌb/) è un gruppo di persone unite da un interesse comune, prevalentemente socioculturale o ricreativo.

## Etimologia
L'etimologia della parola è controversa, ma deriva probabilmente dall'inglese club, a sua volta dall'antico norvegese klubba, con il significato di nodo o viluppo, in riferimento al raggruppamento di persone che ne è caratteristica. Oppure, secondo un'altra interpretazione, dall'inglese club con il significato di mazza, dal momento che una mazza veniva spedita un tempo ai soci per la convocazione.

## Storia
La parola club ha origine nella lingua inglese e definisce la modalità con cui un gruppo di gentiluomini si associa per sostenere le spese della loro periodica riunione in un luogo di incontro. Nella storia britannica del XVIII secolo importanti protagonisti letterari si riunivano nel The Club, mentre nel successivo secolo era centro di attività politica il Reform Club.

## Caratteristiche
Nei club i componenti, detti soci, si riuniscono, solitamente presso la sede del club stesso, per dialogare o coltivare interessi comuni. Viene di norma scelto un capo che coordina le attività del club e redatto un regolamento condiviso da tutti gli iscritti. Questi ultimi partecipano solidalmente alle spese di gestione versando una quota d'iscrizione. Molte volte, i membri possono essere suddivisi a loro volta in gruppi: membri vip, membri ufficiali o membri onorari. Essi hanno dei vantaggi nel club, rispetto ai membri "semplici".
Molti club, quando il numero degli iscritti è tale da rendere difficile il riconoscimento per conoscenza personale, distribuiscono ai membri delle apposite tessere associative. Generalmente si organizzano delle riunioni per decidere sul club, o anche per festeggiare qualche evento, per esempio l'apertura di una sede ufficiale, ecc..
Talvolta, vengono assegnati a singoli membri dei "compiti" o incarichi da svolgere in cambio di vantaggi, per esempio il tipografo o il segretario.
I club internazionali più famosi sono il Lions Club ed il Rotary Club, a cui si accede per cooptazione.
Una particolare tipologia è costituita dai cosiddetti club di servizio, costituiti per perseguire finalità umanitarie sociali e filantropiche.

## Qualificazione giuridica
Un club si differenzia da una fondazione o da un'associazione, in quanto il primo può essere privo di una veste giuridico-amministrativa, tuttavia il concetto di club spesso viene collegato a quello di associazione. Ad esempio in talune grandi organizzazioni (come l'Automobile Club d'Italia o il Touring Club Italiano) il termine club viene usato come sinonimo di associazione.